# دریای لاپتف

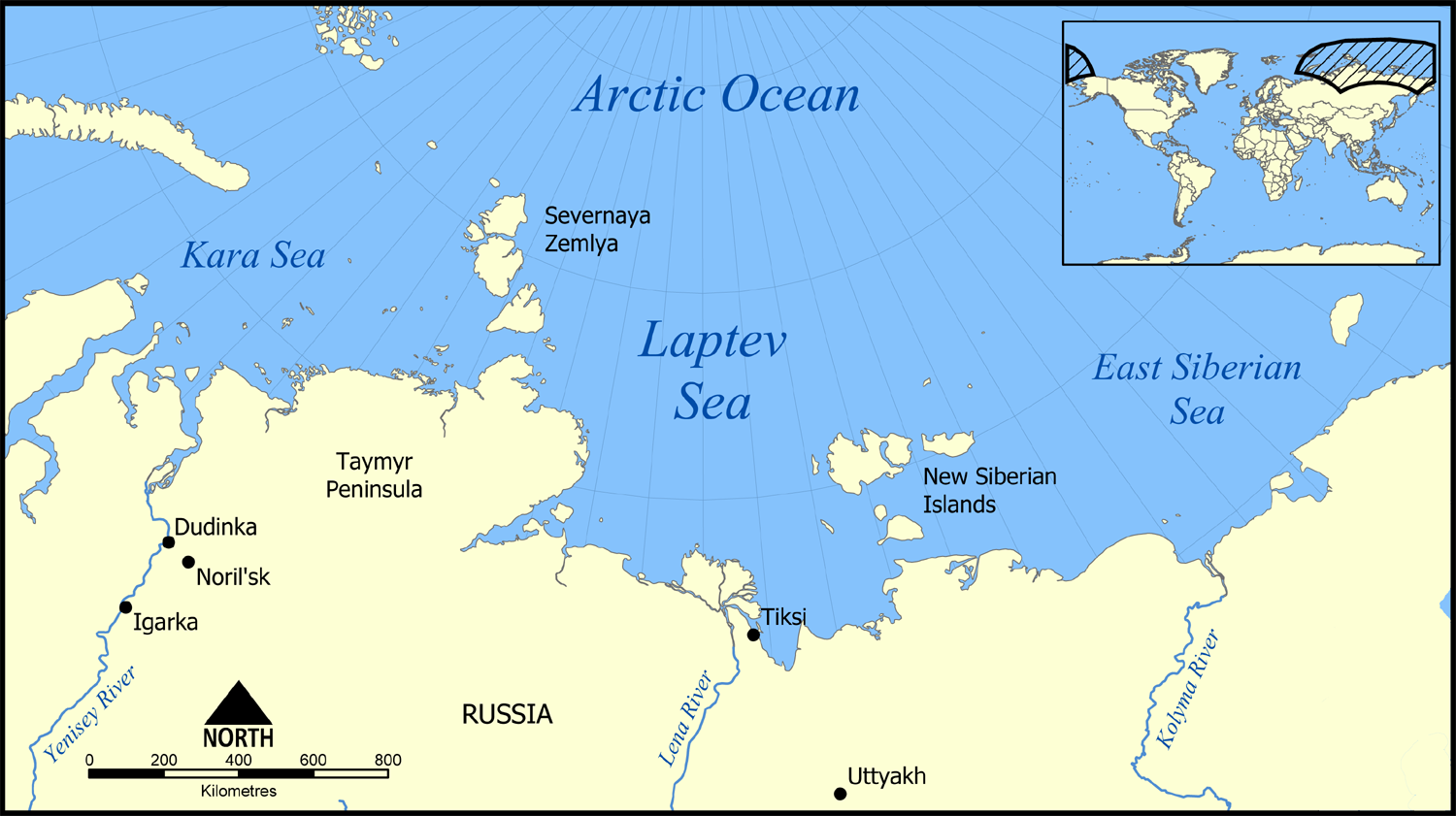
موقعیت دریای لاپتف

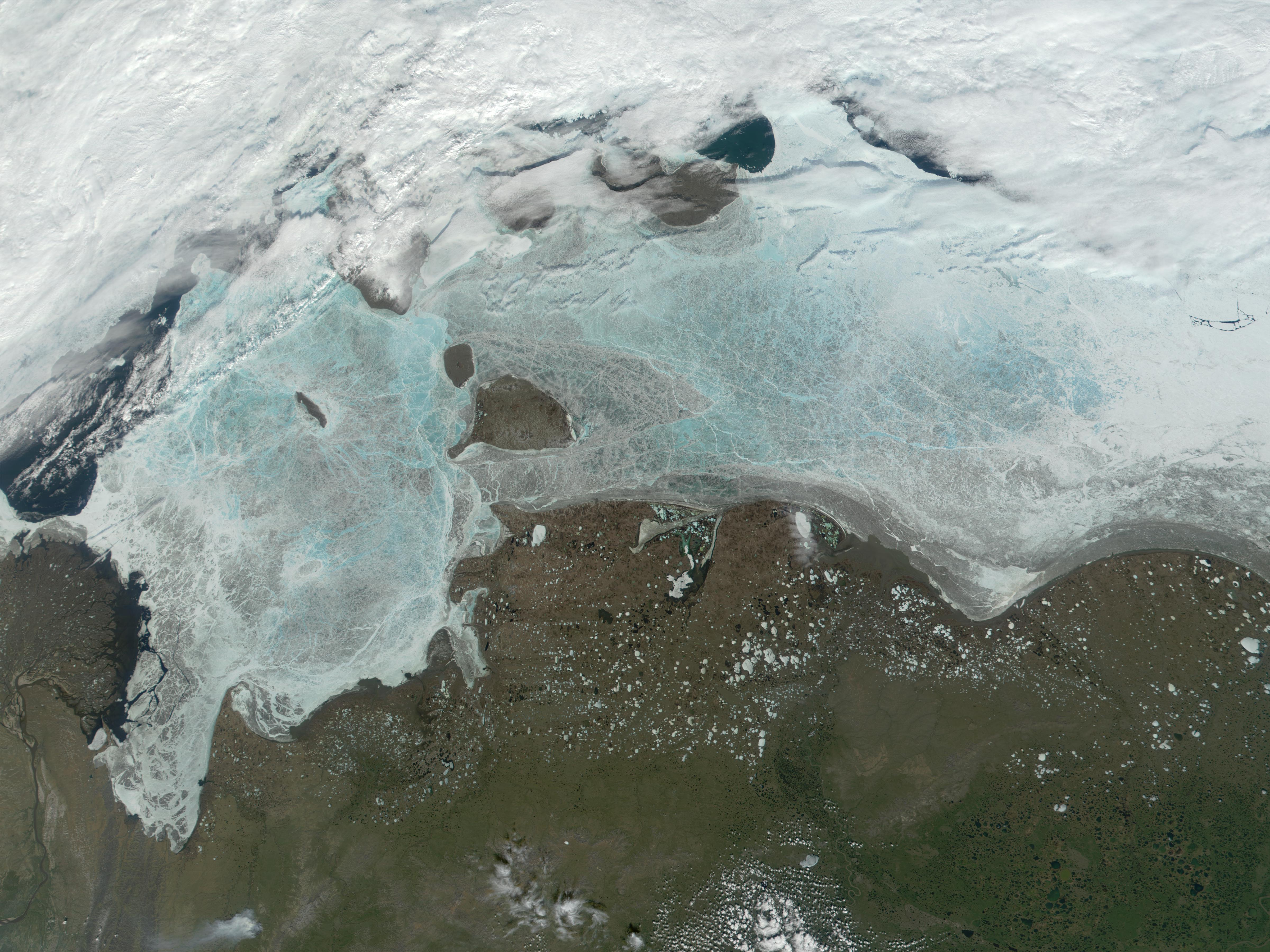
عکس ماهواره‌ای ناسا از دریای یخ‌زدهٔ لاپتف

دریای لاپتف (به روسی: мо́ре Ла́птевых، More Laptevykh) دریایی حاشیه‌ای در اقیانوس منجمد شمالی است که در شمال سیبری در روسیه، بین شبه‌جزیره تایمیر و جزایر سورنایا زملیا در غرب و جزایر سیبری جدید و جزیره کوتلنی در شرق واقع گردیده‌است. این دریا در غرب خود به دریای کارا و در شرق خود به دریای سیبری شرقی راه دارد.
دریای لاپتف دریایی کم‌عمق و در بیشتر طول سال یخ‌زده‌است. این دریا بین ۶۴۹٬۸۰۰ تا ۷۱۴٬۰۰۰ کیلومترمربع مساحت داشته و میانگین ژرفای آن ۵۷۸ متر است که در عمیقترین نقطهٔ آن به ۲٬۹۸۰ متر می‌رسد. رودهای متعددی به دریای لاپتف می‌پیوندند که بزرگترین آن‌ها رود لناست. خاتانگا و یانا دیگر رودهای مهمی هستند که به این دریا می‌ریزند.
دریای لاپتف پیشتر دریای سیبری و دریای نوردنسکلد (به افتخار کاشف سوئدی نیلز آدولف نوردنسکلد) نام داشت اما در ۱۹۳۵ نام آن را به افتخار برادران لاپتف، دمیتری و خاریتون که نخستین کسانی بودند که نقشهٔ سواحل این دریا را در فاصلهٔ ۱۷۳۵ تا ۴۰ تهیه کردند به دریای لاپتف تغییر دادند.
دریای لاپتف بخشی از مسیر دریایی شمالی است و تنها در ماه‌های اوت و سپتامبر (مرداد و شهریور) قابلیت کشتیرانی دارد. بنادر تیکسی و نوردویک از مهم‌ترین بنادر این دریا به‌شمار می‌روند.